# Place de l'Étoile-Rouge
La place de l'Étoile-Rouge est un grand carrefour de la ville de Cotonou. L’époque du marxisme au Bénin est marquée par plusieurs monuments dont elle est le plus grand.

## Histoire
En 1974, le général Mathieu Kérékou , alors jeune militaire, ayant pris le pouvoir par un putsch en 1972, adopte le marxisme-léninisme comme idéologie officielle de gouvernement et renomme le Dahomey en République populaire du Bénin. Avec l'ambition de faire du pays le champion de marxisme-léninisme de l’Afrique, il a érigé plusieurs monuments en signe d'empreinte indélébile de cette option politique dont l'Étoile rouge est la plus grande.
La place de l'Étoile rouge a été construite à l’ère de la révolution par les Soviétiques dans les années 1975 et inaugurée par Kérékou.
Durant toute la révolution cette place n'était pas accessible. Elle était réaménagée à chaque fois par les responsables du Parti de la révolution populaire du Bénin en occurrence Romain Vilon Guézo pour la fête des forces armées populaires.

## Description
L’Étoile rouge, comme son nom l’indique, est un monument formé d'un cercle géant au centre duquel est dessiné une étoile à cinq branches peinte en rouge. À l’épicentre de l’étoile s’élève une tour surmontée par une statue d'un brave homme. Il a une arme à l’épaule, un fagot de bois dans la main gauche et une houe dans celle de droite.

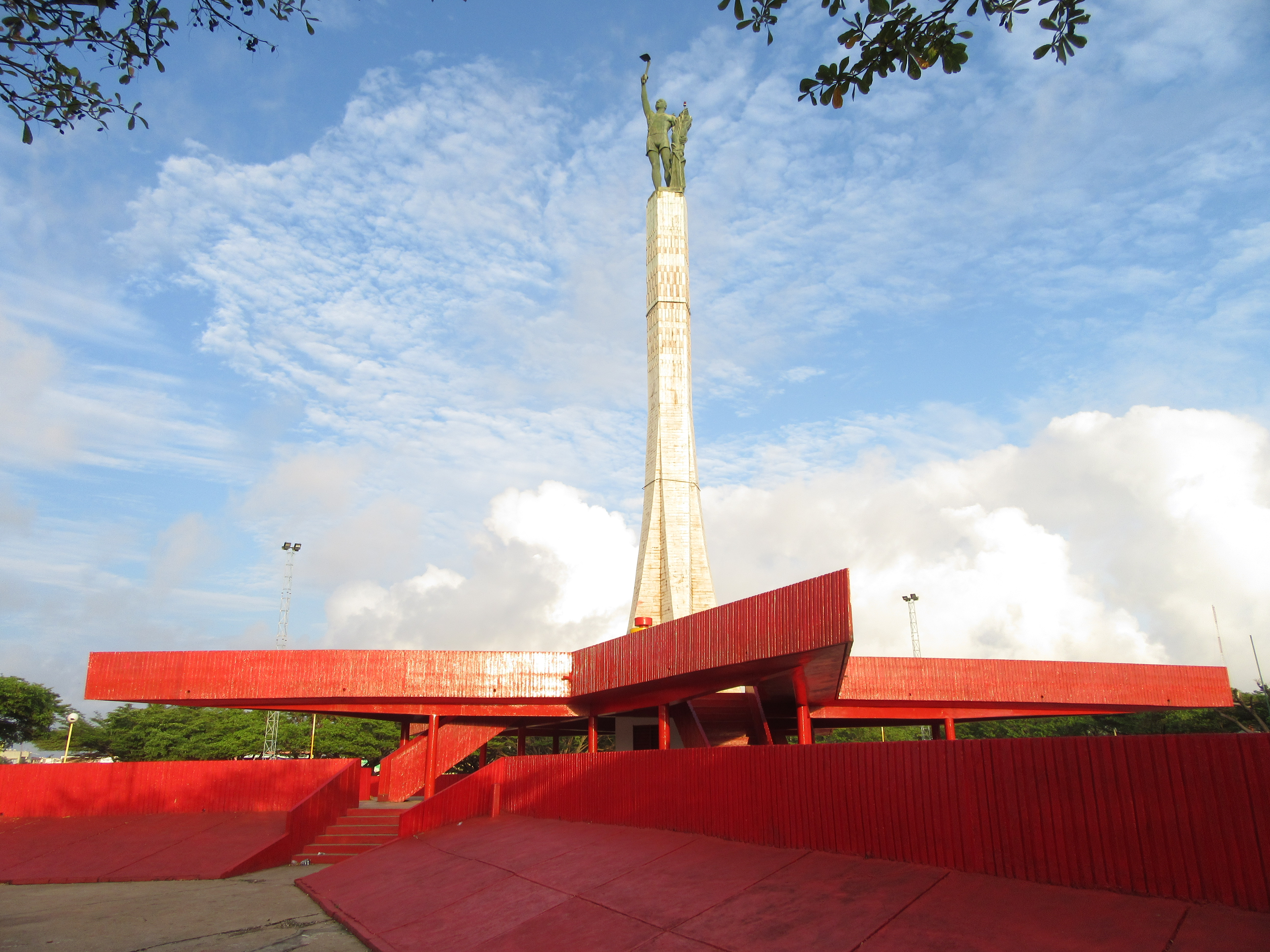
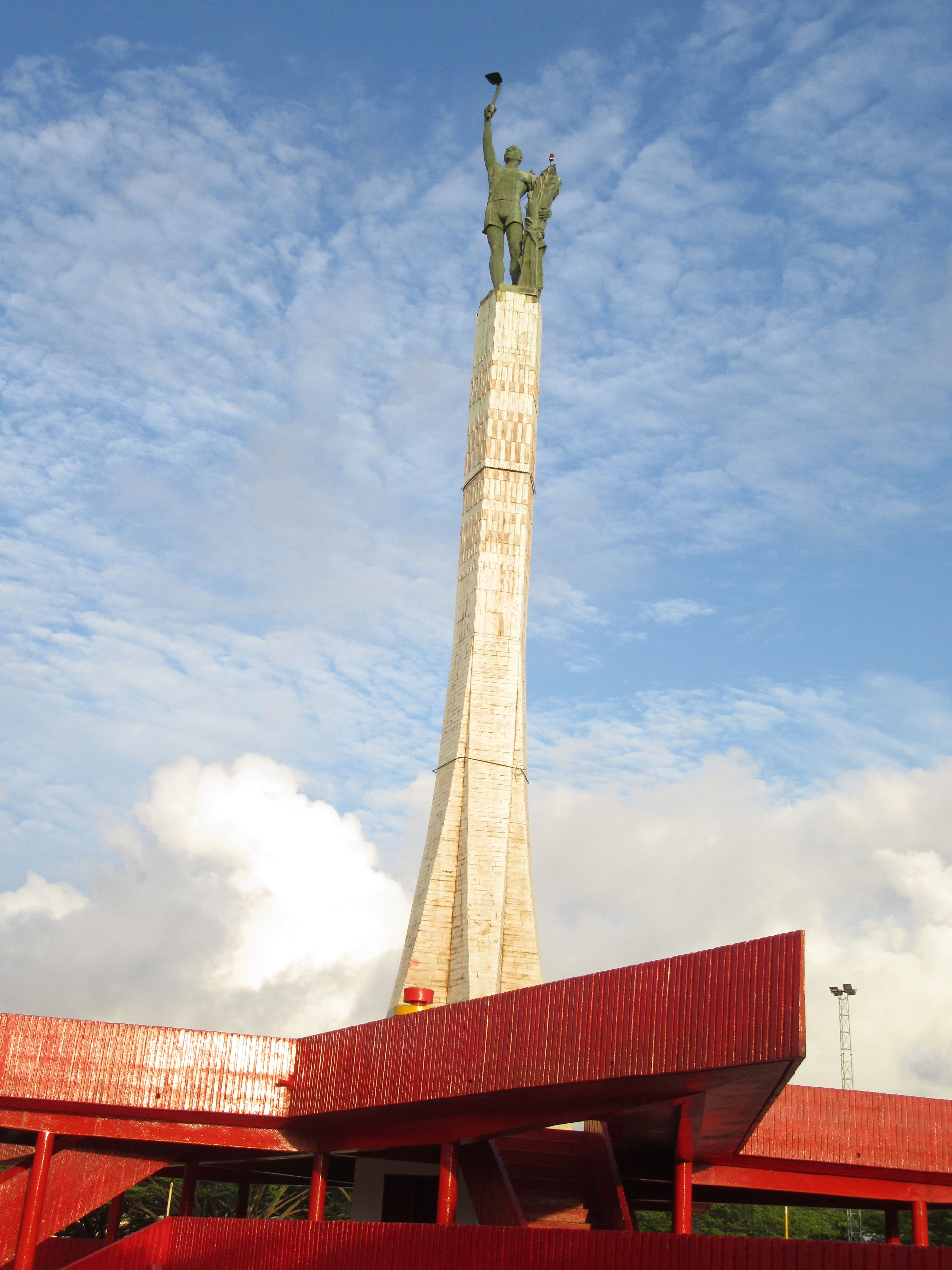
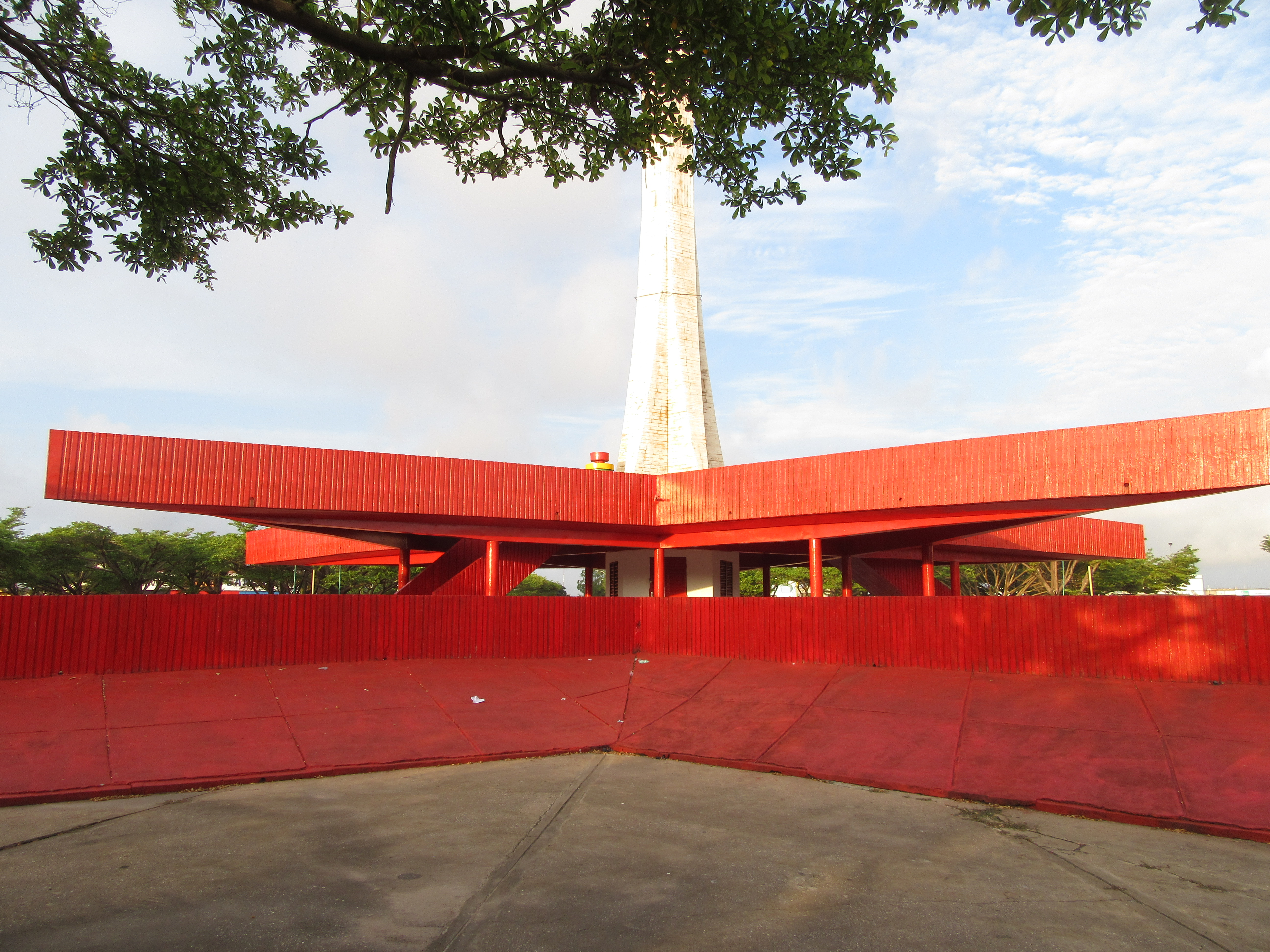

### Signification
L’étoile, le symbole des pays révolutionnaires.
Au-dessus de l’étoile, s’érige une tour surmontée par la statue d’un brave homme. Jacob, c’est le nom que lui a donné le commun des Béninois, garnis :
- d'une arme pour rappeler aux Béninois qu’ils avaient le service militaire obligatoire[5] ;
- d'un fagot représente la source d’énergie des 90 % de la population béninoise : le bois de chauffe[5] ;
- Quant à la houe, elle est un symbole de l’agriculture, socle de l’économie béninoise[5].

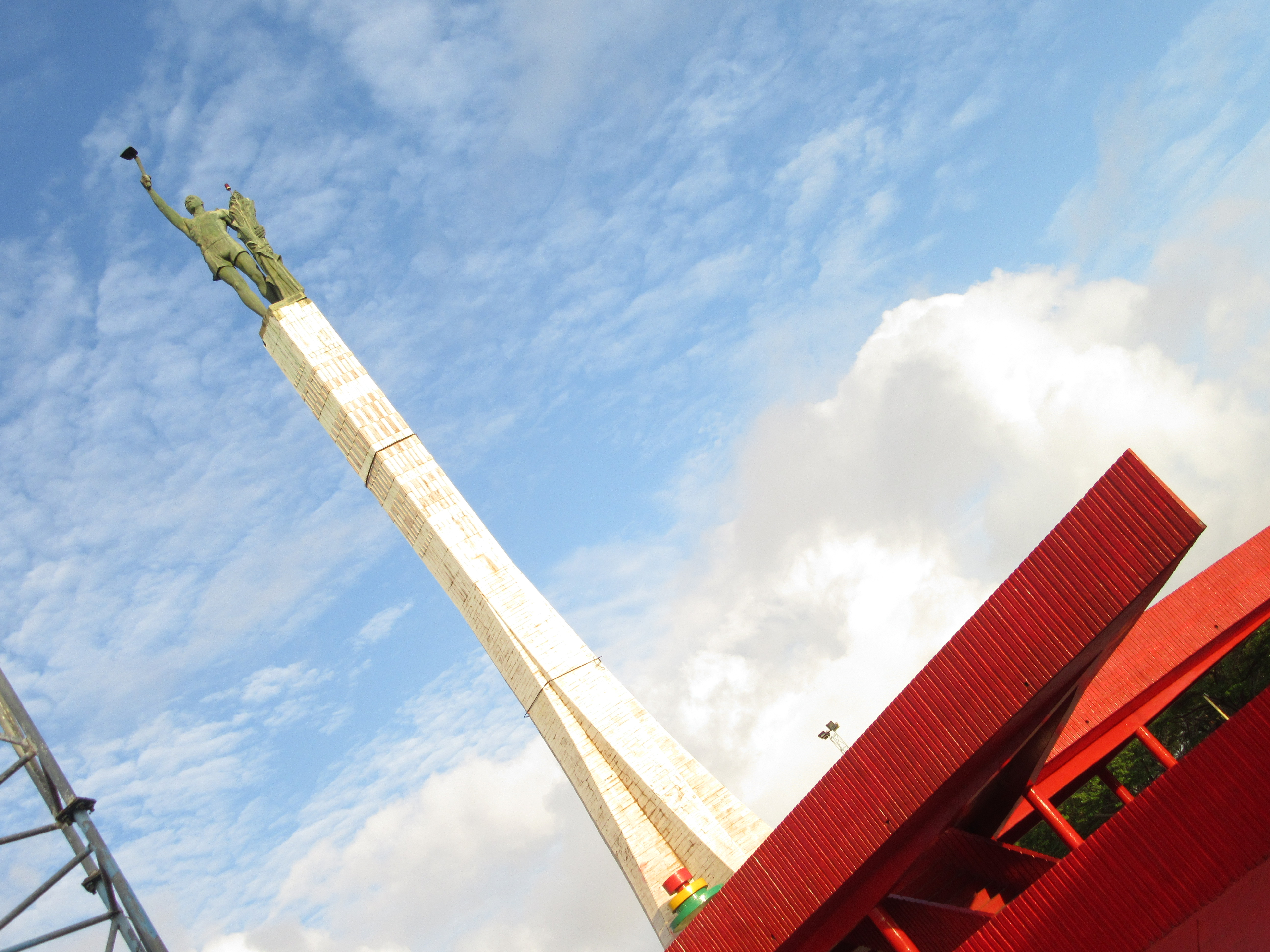
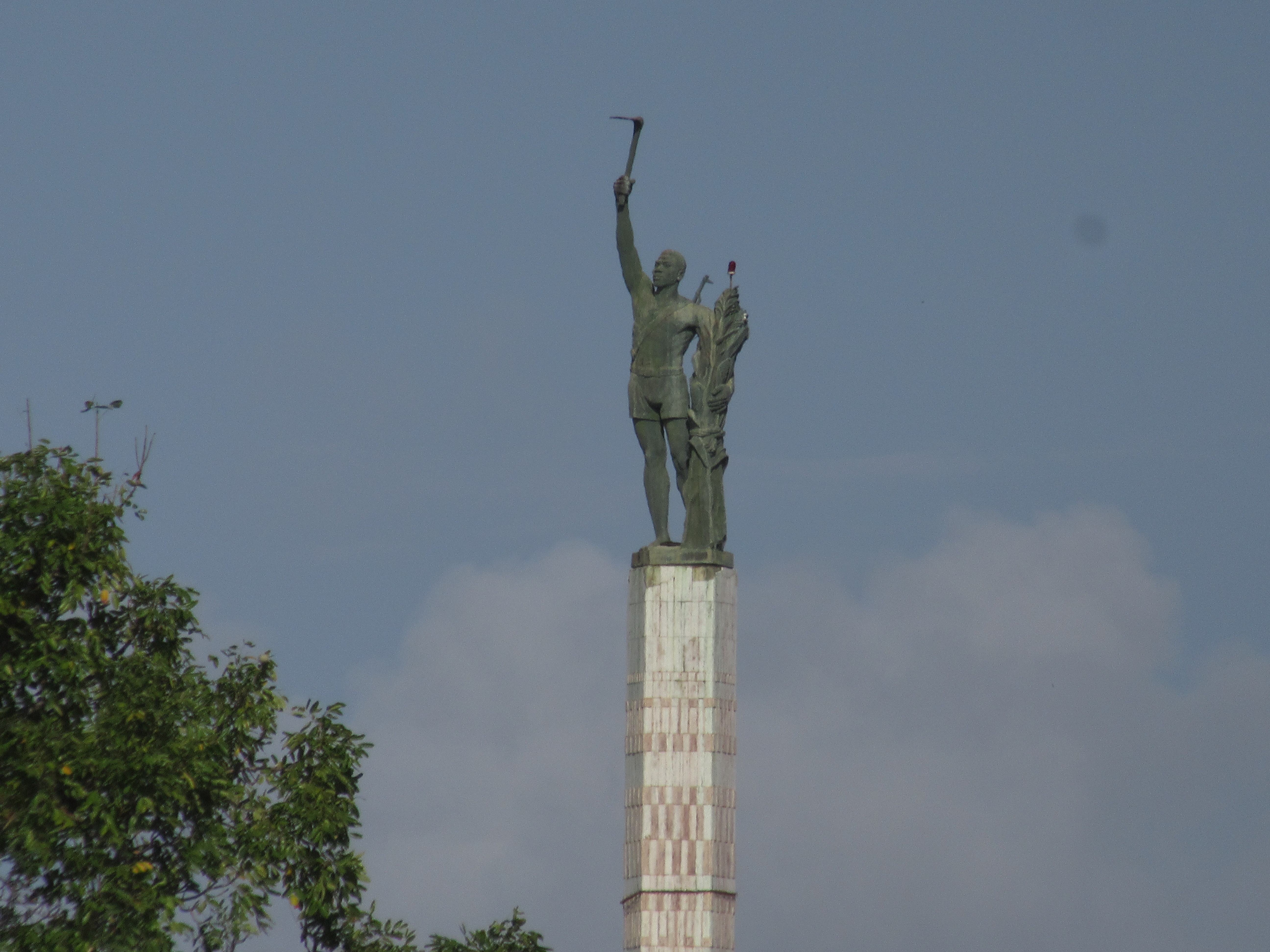
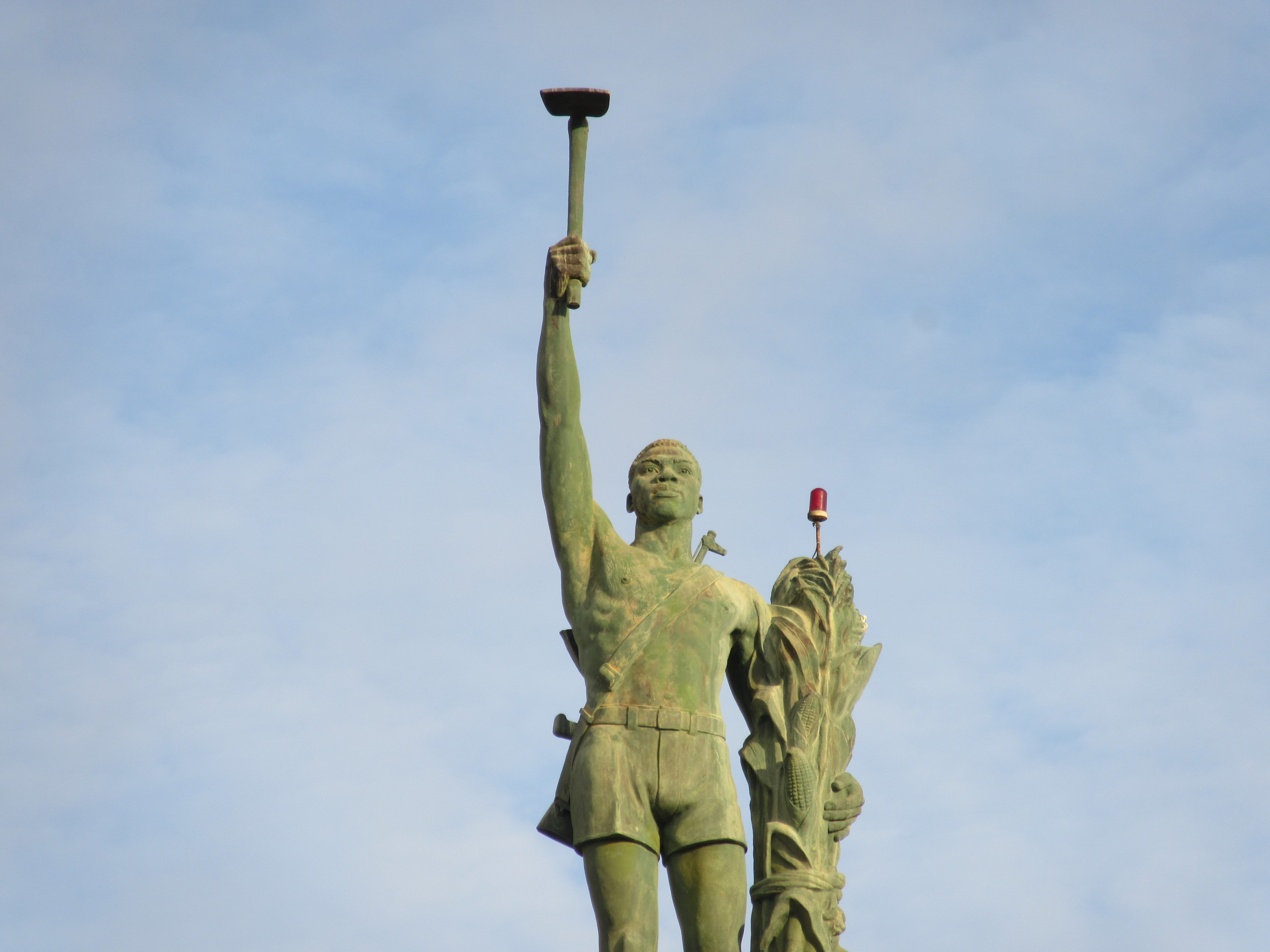